# Marc van Roon

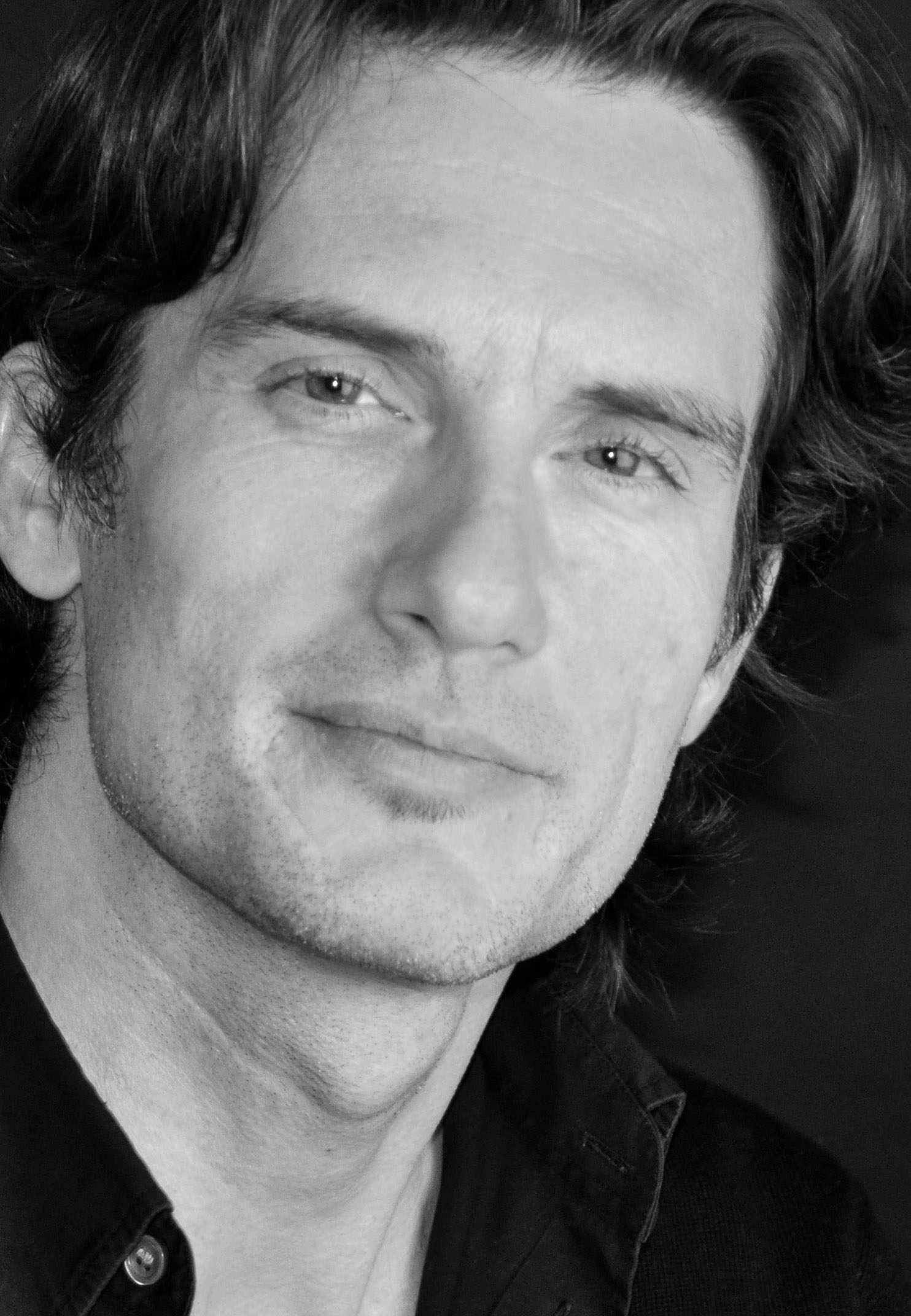
Marc van Roon (2010)

Marc Antoni van Roon (* 2. November 1967 in Den Haag) ist ein niederländischer Jazzmusiker (Piano, Komposition).

## Leben und Wirken
Van Roon wuchs in einer Künstlerfamilie auf; sein Vater Wouter van Roon (* 1943) ist professioneller Jazzpianist und Musikproduzent, die Mutter die Bildhauerin Wibbine Telders (1943–2016), der jüngere Bruder der DJ und Schlagzeuger Ruben van Roon. Im Alter von zehn Jahren begann er mit klassischem Klavierunterricht und ein Jahr später fing er an, selbst zu komponieren. Er studierte zunächst am Koninklijk Conservatorium Den Haag bei Frans Elsen Jazzpiano sowie in New York bei Kenny Werner, Barry Harris und Richie Beirach.
1992 erschien van Roons Debütalbum We Won’t Forget mit seinem Trio, zu dem Bassist Tony Overwater und Schlagzeuger Wim Kegel gehörten. Mit diesem Trio begleitete er 1993 Clark Terry. Als Nachfolger von Karel Boehlee gehörte er ab 1995 zum European Jazz Trio mit dem Bassisten Frans van der Hoeven und dem Schlagzeuger Roy Dackus, das zahlreiche Alben aufnahm und mit Charlie Mariano, Art Farmer und Jesse van Ruller auftrat. 1997 stellte er im Concertgebouw seine Music For Piano and String Quartet vor. Mit seinem Trio und Eric Vloeimans entstand das Album En Blanc et Noir #10 (2006) gefolgt von seinem Soloalbum I Still See You (2011). Er veröffentlichte mehrere Duoalben mit Dave Liebman (Falling Stones 1994, Among Birds & Beasts, 2012), Joshua Samson und Wim Kegel. 2017 legte er sein zweites Soloalbum Inventions & Variations vor.
Van Roon arbeitete weiterhin mit Michael Moore, Mark Alban Lotz, Susanne Abbuehl, Fay Claassen, Max Velthuijs/Tony Overwater, Angelo Verploegen und Greg Osby. In Zusammenarbeit mit der Choreografin Annabelle Lopez Ochoa komponierte er für zeitgenössisches Ballett (so 2002 das Stück Before After für das Nederlands Dans Theater, das auch vom amerikanischen Ballet Hispánico aufgeführt wurde). 2006 holte ihn seine Frau, die Saxophonistin Tineke Postma, in ihr Quartett.
Als Dozent für Jazzpiano arbeitet Van Roon seit 2001 am Prins Claus Conservatorium in Groningen, daneben auch als Dozent am Codarts in Rotterdam und dem Koninklijk Conservatorium in Den Haag. Weiterhin ist er als Coach tätig. Seit 2020 ist er zudem Mitglied in einem Ausschuss des niederländischen Rates für Kulturfragen.